# پیتراموگلانا
پیتراموگلانا (به ایتالیایی: Pietramogolana) یک منطقهٔ مسکونی در ایتالیا است که در Berceto واقع شده‌است.